# З коханими не розлучайтесь
«З коханими не розлучайтесь» (рос. «С любимыми не расставайтесь») — російський радянський художній фільм 1979 року режисера Павла Арсенова за сценарієм драматурга Олександра Володіна.

## Сюжет
Проста історія про чоловіка і жінку. Мітя ( Олександр Абдулов) перестає вірити дружині Каті ( Ірина Алфьорова). Він мучиться ревнощами, не дивлячись на те, що дружина не зраджувала. Вони розлучаються. Незабаром після розлучення Катя потрапляє в лікарню. Тиху, з погаслими очима відвідує її Митя. Добігає кінця їх побачення. І раптом вона кричить, захлинаючись риданнями: «Я сумую за тобою, Мітя!». Підозри, сумніви, ревнощі — все пройшло. Залишилася тільки любов — справжня, всепоглинаюча, що зазнала жорстокого випробування і знову здобувши себе — така любов, навчити якої може тільки Жінка.

## У ролях
- Ірина Алфьорова — Катя Лаврова
- Олександр Абдулов — Мітя Лавров
- Людмила Дребньова — Іра
- Руфіна Ніфонтова — народний суддя зі шлюборозлучних процесів
- Клара Лучко — мати Лариси Кірілашвілі
- Лариса Лужина — Міронова, дружина, що розлучається
- Віра Орлова — обмінниця
- Катерина Васильєва — Нікуліна, мати з хлопчиком, що розлучається
- Катерина Вороніна — Шумілова, дружина, що розлучається
- Марія Стернікова — відпочивальниця в будинку відпочинку
- Валентина Грушина — Лариса Кірілашвілі, дружина, що розлучається
- Любов Полєхіна — Бєлова, дружина, яка не дає розлучення
- Леонід Куравльов — Валера
- Євген Євстигнєєв — Хомак, сусід Вадима
- Борис Щербаков — Вадим, фотограф, однокласник Каті
- Сергій Никоненко — Шумілов, чоловік-п'яниця, що розлучається
- Валерій Носик — молодожон в будинку відпочинку
- Юрій Назаров — Міронов, чоловік, що розлучається
- Георгій Єпіфанцев — Бєлов, чоловік, що розлучається
- Георгій Маргвелашвілі — Дато Кірілашвілі, чоловік, що розлучається
- Олександр Пороховщиков — Нікулін, чоловік-вітчим
- Інга Будкевич — дама бальзаківського віку
- Любов Мишева — судовий засідатель
- Віра Петрова — дама бальзаківського віку
- Юрій Романенко — кавалер
- Микола Смирнов — судовий засідатель
- Єлизавета Кузюріна — епізод
- Олена Тонунц — епізод

## Знімальна група
- Режисер:  Павло Арсенов
- Сценарій:  Олександр Володін
- Оператор:  Інна Зарафьян
- Художник: Микола Терехов
- Композитор:  Євген Крилатов
- Текст пісні: Олександр Градський
- Диригент:  Костянтин Кримець
- Монтаж: Тетяна Малявіна
- Костюми: Людмила Строганова

## Нагороди
- 1980 — Всесоюзний кінофестиваль в Душанбе: перша премія журі